# Nyctiphanes
A Nyctiphanes a felsőbbrendű rákok (Malacostraca) osztályának krill (Euphausiacea) rendjébe, ezen belül az Euphausiidae családjába tartozó nem.

## Tudnivalók
A Nyctiphanes-fajok a trópusok alatti élőhelyek lakói. A molekuláris törzsfejlődési vizsgálatok szerint, amely felhasználja a citokróm C-oxidáz gént és a 16S riboszomális RNS-t, a Nyctiphanes-fajok, körülbelül a miocén kor idején fejlődtek ki.

## Rendszerezés
A nembe az alábbi 4 faj tartozik:
- Nyctiphanes australis G. O. Sars, 1883
- Nyctiphanes capensis Hansen, 1911
- Nyctiphanes couchii (Bell, 1853)
- Nyctiphanes simplex Hansen, 1911

## Fordítás
- Ez a szócikk részben vagy egészben  a   Nyctiphanes című angol Wikipédia-szócikk ezen változatának fordításán alapul.  Az eredeti cikk szerkesztőit annak laptörténete sorolja fel. Ez a jelzés csupán a megfogalmazás eredetét és a szerzői jogokat jelzi, nem szolgál a cikkben szereplő információk forrásmegjelöléseként.